# 弗拉迪斯拉夫·克鲁蒂纳
弗拉迪斯拉夫·克鲁蒂纳（捷克語：Vratislav Krutina，1913年6月29日—），捷克斯洛伐克共产党领导人之一，捷克斯洛伐克中央书记处书记，捷克斯洛伐克食品工业部部长、农业部部长。

## 生平
1913年，出生于木匠家庭。
二战时期，入党，后被关押在集中营。
1950年，任布拉格市委书记。
1955年，任农业部部长。
1961年，食品工业部部长。
1968年，因安东宁·诺沃提尼下台，而失势。

## 获奖
- 克莱门特·哥特瓦尔德勋章（1988年11月21日）[4]
- 共和国勋章（两次：1955年5月7日，1963年6月28日）[5]
- 胜利的二月勋章（1983年）[6]